# Ataenius iquitosae
Ataenius iquitosae är en skalbaggsart som beskrevs av Zdzisława Stebnicka 2007. Ataenius iquitosae ingår i släktet Ataenius och familjen Aphodiidae. Inga underarter finns listade.